# Катеринівка (Покровська селищна громада)
Катери́нівка — село в Україні, у Синельниківському районі Дніпропетровської області. Входить до складу Покровської селищної громади. Населення становить 1317 осіб. Колишній орган місцевого самоврядування — Катеринівська сільська рада.

## Географія

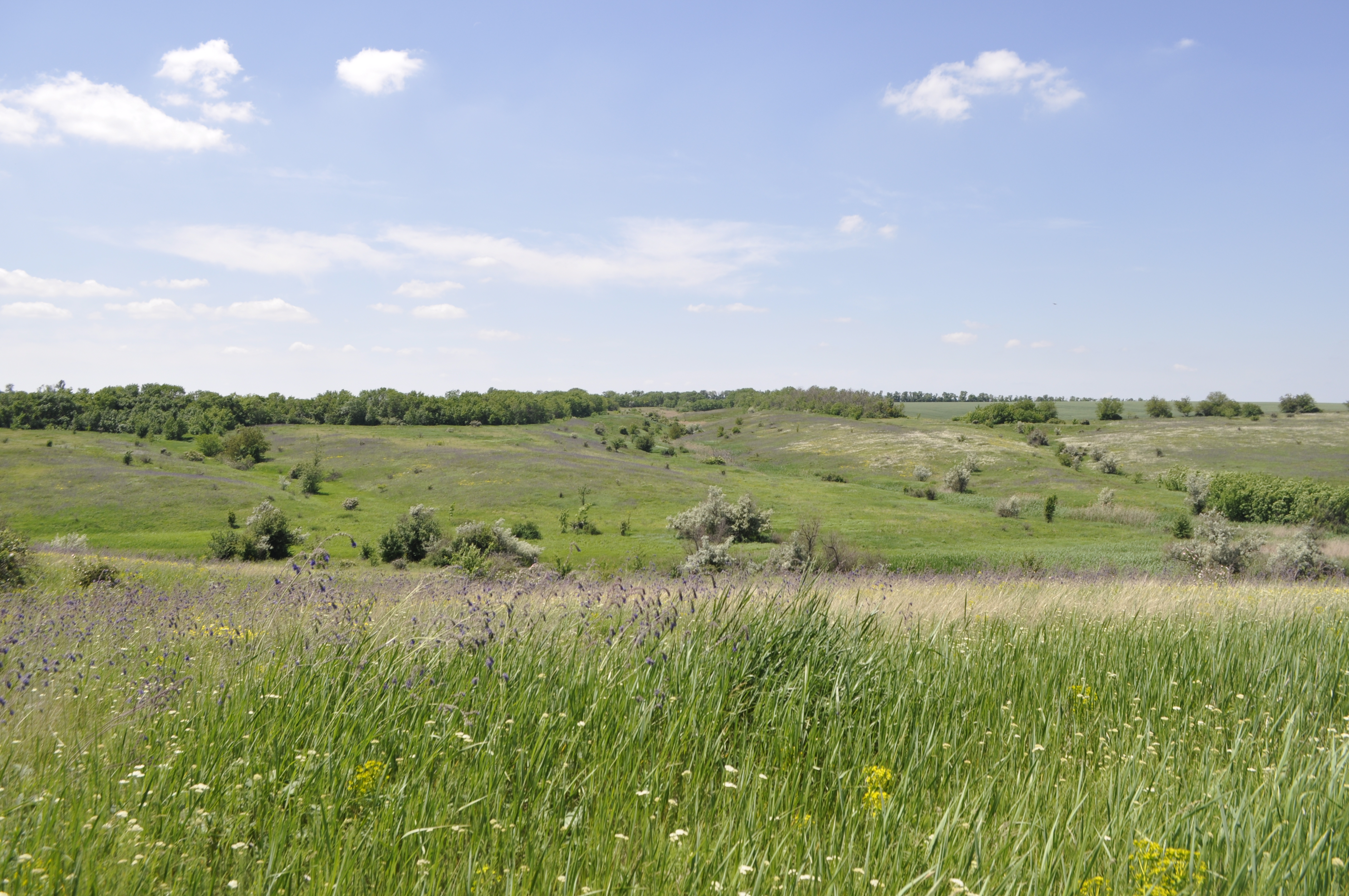
Краєвиди поруч з селом у Старокасьянівському заказнику

Село Катеринівка знаходиться на лівому березі річки Вовча, вище за течією на відстані 4 км розташоване село Старокасянівське, нижче за течією на відстані 2 км розташоване село Зарічне, на протилежному березі — село Левадне.

## Історія
В 1776 році колезький асесор Дебальцев одержав 12000 десятин землі на березі річки Вовча. На цьому місці існував у часи Нової Січі козацький зимівник. За даними загального перепису населення в 1782 році в заснованому власником селі Катеринівці і названому на честь дружини проживало 152 чоловіки і 62 жінки. Значне чоловіків безперечно свідчить про запорозькі витоки поселення.
Напередодні ліквідації кріпосного права в Катеринівці, вона ж Аул, в 108 дворах проживало 733 жителі, діяв племзавод, проходили два ярмарки. У 191 році в селі було 240 дворів (670 жителів), діяли дві школи, дві крамниці, паровий млин, ярмарок.
Кам'яна Ільїнська церква збудована в 1833 році.
12 червня 2020 року, відповідно до розпорядження Кабінету Міністрів України № 709-р від «Про визначення адміністративних центрів та затвердження територій територіальних громад Дніпропетровської області», увійшло до складу Покровської селищної громади.
19 липня 2020 року, в результаті адміністративно-територіальної реформи і ліквідації Покровського району, село увійшло до складу новоутвореного Синельниківського району.

## Економіка
- ТОВ «Славутич».

## Об'єкти соціальної сфери
- Школа.
- Будинок культури.